# La rue entre dans la maison
 (juillet 2021).
Si vous disposez d'ouvrages ou d'articles de référence ou si vous connaissez des sites web de qualité traitant du thème abordé ici, merci de compléter l'article en donnant les références utiles à sa vérifiabilité et en les liant à la section « Notes et références ».
La rue entre dans la maison (La strada entra nella casa) est une huile sur toile d'Umberto Boccioni peinte en 1911. 
L'œuvre est conservée au Sprengel Museum Hannover à Hanovre.

## Description
Le tableau incite le spectateur à participer au spectacle de la rue en fusionnant avec le personnage féminin vu de dos qui se trouve sur le balcon. Les maisons en[Quoi ?] Palazzo Boccioni de Via Adige 23 à Milan, proche de Corso di Porta Romana, sortes de cristaux à multiples facettes, penchent. De nombreux détails et la scène du balcon sont repris plusieurs fois dans la composition. Un petit cheval traverse le dos de la femme juste au-dessus de la balustrade. Les objets sont imbriqués les uns dans les autres et les corps n'ont plus de matérialité et fusionnent avec l'espace qui les entoure. Le tableau semble découvrir ce qui se passe dans la tête de la jeune femme à la balustrade présentant ainsi les multiples sensations éprouvées et cette impression d'implosion.

## Analyse
Cette œuvre fait partie des tableaux présentés dans plusieurs grandes villes en Europe pendant la grande exposition itinérante futuriste qui commence en février 1912 à la galerie parisienne Bernheim-Jeune.
Dans sa galerie Der sturm, à Berlin, Herwarth Walden, lui-même jeune artiste reconnu  sur la scène artistique internationale, propose la deuxième exposition des jeunes avant-gardistes italiens Boccioni, Carrà, Russolo et Severini. Cette exposition très populaire est une réussite financière pour les italiens. En effet, le banquier et collectionneur Albert Borchardt achète de nombreux tableaux dont celui intitulé « La rue entre dans la maison ».
Dans le catalogue de l'exposition, les futuristes ont précisé leurs buts artistiques. Ainsi, la description de Boccioni de son tableau est la suivante : « La simultanéité des états d'âme dans l'œuvre d'art, voilà le but enivrant de l'art... Quand nous peignons une figure sur le balcon, vu de la chambre, nous ne limitons pas la scène à ce qu'on peut voir à travers le carré de la fenêtre, mais nous nous efforçons de donner la totalité des sensations plastiques qui sont éprouvées par le peintre qui se trouve sur le balcon. Le grouillement de la rue au soleil, la double rangée de maisons qui s'étirent à droite et à gauche, les balcons fleuris... C'est-à-dire simultanéité de l'environnement et par conséquent décalage et démantèlement des objets, éparpillement et fusionnement des parties isolées, qui sont libérées de la logique habituelle et indépendantes les unes des autres. Pour faire vivre le spectateur au milieu du tableau, […] le tableau doit être une synthèse de ce dont on se souvient et de ce qu'on voit. »
Ce tableau illustre le principe de simultanéité c'est-à-dire le synchronisme de diverses associations associées aux souvenirs et aux associations d'idées. Le peintre prend pour modèle formel les Tour Eiffel du peintre français Robert Delaunay. Mais Boccioni a une vision plus vaste de la réalité qu'il convient de placer sur la toile plane.